# نیما (نام کوچک)
نیما نامی است که در فارسی، تبتی و عبری کاربرد دارد.
معنی آن در زبان فارسی توسط خیجه 'عادل و همیای که تو دکنای نامیده شده استوو دادگر به معنی کسی که نسبت به دیگران منصف است؛ (نیم + الف صفت فاعلی) ذکر شده‌است. همچنین بعضی از ادیبان نیما را مشتق از لغت نام و به معنای نامی و نامدار بیان کرده‌اند. و از اسامی اصیل ایرانی است. این نام در فرهنگ عمید مشتق از ماه (نیم + ماه) و به معنی نیمه ماه ذکر شده‌است. همچنین نیما نام کوهی در حوالی شهرستان نور مازندران می‌باشد.
همچنین به معنای کمان (تیر و کمان) است.
رواج این نام در فارسی پس از انتخاب این نام از سوی نیما یوشیج شاعر معاصر ایرانی و مبدع شعر نو فارسی صورت پذیرفت. این نام در اکثر سال‌های دهه ۸۰ شمسی در صدر نام‌های غیر مذهبی و فارسی اصیل انتخابی برای تازه متولدین از سوی ایرانیان بوده‌است.
در زبان عبری این نام مؤنث است. معانی آن به عبری، نعمت یا رحمت، سر رشته و ملودی.
در زبان تبتی هم نام پسرانه است و هم دخترانه و معنی آن در زبان تبتی خورشید است.
در زبان مازندرانی -سمت نور و حومه- بمعنی "نیامده" می‌باشد در مقابل "بیما=آمده) لازم به ذکر است این اسم تفسیر های دیگری مانند "پسر خورشید(نیمه دیگر ماه)" و "جنگجو(مبارز)" نیز بکار میرود
نیما نام یک موجود شیرده است.
شیر نیما بسیار مقوی و شیرین است و برای رشد استخوان ها نیز مفید است.

## اشخاص
- نیما یوشیج، شاعر نامدار ایرانی، مخلص به نیما
- نیما شعبان نژاد، بازیگر تلویزیون
- نیما رئیسی، هنرپیشه و گوینده ایرانی
- نیما کیان، رقص‌پرداز و رقص‌پژوه ایرانی
- نیما مسیحا، خواننده ایرانی
- نیما نکیسا، دروازه‌بان، خواننده و نوازنده پیانوی ایرانی
- نیما فلاح، بازیگر ایرانی تلویزیون و سینما
- نیما شاهرخ شاهی، بازیگر ایرانی و مهندس عمران
- نیما ارکانی حامد، فیزیک‌دان کانادایی-آمریکایی در زمینه فیزیک ذره‌ای و نظریه ریسمان کاربردی